# Hermann Brunn
Hermann Brunn (Rome, 1 augustus 1862 - München, 20 september 1939) was een Duitse wiskundige. Naar hem is de Brunniaanse verbinding genoemd.
Brunn was een van de eersten die zich rond 1887 bezighielden met een systematische studie van de theorie van de convexiteit. Een bekend resultaat dat uit zijn werk op dit gebied is voortgekomen, is de ongelijkheid van Brunn-Minkowski.
In 1892 merkte hij op dat het schakelgetal van een schakel met twee componenten, dat al door Carl Friedrich Gauss was bestudeerd, kan worden afgelezen uit het bijbehorende schakeldiagram. Ook besprak hij schakels bestaande uit n componenten, die in triviale schakels met n-1 componenten (dat wil zeggen in n-1 verschillende triviale knopen) uiteenvallen, wanneer een enkele component wordt verwijderd.
In 1897 was hij op het congres van Zürich de enige die een lezing gaf met een duidelijke topologische inslag.

## Werken
- (de)  Über Ovale und Eiflächen, Dissertatie (1887), München
- (de)  Über Verkettung, Sitzungberichte der Bayerischer Akad. Wiss. Math-Phys. Klasse 22 (1892) pag. 77-99
- (de)  Topologische Betrachtungen, Zeitschrift für Mathematik und Physik, Vol. 37 (1892), pag. 106-116

## Werken over Brunn
- (de)  W. Blaschke, Necrologie: Hermann Brunn. (Duits) Jber. Deutsch. Math. Verein. 50, (1940). 163–166.